# NGC 630
NGC 630 (również PGC 5924) – galaktyka eliptyczna (E-S0), znajdująca się w gwiazdozbiorze Rzeźbiarza. Odkrył ją John Herschel 23 października 1835 roku.